# Mae Fah Luang University Stadium
Das Mae Fah Luang University Stadium (Thai สนามฟุตบอลมหาวิทยาลัยแม่ฟ้าหลวง) ist ein Mehrzweckstadion in Chiangrai in der Provinz Chiangrai, Thailand. Es wurde hauptsächlich für Fußballspiele genutzt und war von 2009 bis 2012 das Heimstadion von Chiangrai United. Das Stadion hat eine Kapazität von 3346 Personen. Eigentümer sowie Betreiber des Stadions ist die Mae Fah Luang-Universität.

## Nutzer des Stadions
| Verein           | Zeitraum der Nutzung |
| ---------------- | -------------------- |
| Chiangrai United | 2009 bis 2012        |